# Верховский, Александр Алексеевич
Александр Алексеевич Верховский (1867 — 1919) — русский военный  деятель,  изобретатель, полковник. Герой Первой мировой войны.

## Биография
Из дворян Нижегородской губернии.
В службу вступил в 1885 году после окончания Нижегородского кадетского корпуса. В 1888 году после окончания  Михайловского артиллерийского училища по I разряду  произведён  в подпоручики и выпущен в 16-ю артиллерийскую бригаду.
В 1890 году произведён в поручики,  в 1895 году в штабс-капитаны, в  1900 году в капитаны, с 1905 года в подполковники — командир 1-й батареи 16-й артиллерийской бригады. В 1905 году изобрёл дальномер полевой скорострельной артиллерии испробованный во время войны с японцами в 30-й артиллерийской бригаде. С 1907 года командир 3-й батареи 41-й артиллерийской бригады. 

С 1914 года участник Первой мировой войны, за боевые отличия произведён в полковники — командир 2-го дивизиона 41-й артиллерийской бригады.  Высочайшим приказом от 9 марта 1915 года за храбрость награждён Георгиевским оружием: 
За то, что в бою под деревней Пиотроково, 22-го августа 1914 года, находясь на наблюдательном пункте впереди пехотных окопов под убийственным огнем, давал точные указания для стрельбы своей батареи, что способствовало взятию деревни Пиотроково и на следующий день, высоты 143,1

## Награды
- Орден Святого Станислава 2-й степени с мечами (ВП 1905; ВП 03.10.1916)
- Орден Святой Анны 2-й степени с мечами (ВП 1909; ВП 08.06.1916)
- Орден Святого Владимира 4-й степени с мечами и бантом (ВП 09.03.1913; ВП 28.02.1915)
- Георгиевское оружие (ВП 09.03.1915)
- Орден Святого Владимира 3-й степени с мечами (ВП 19.03.1916)
- Высочайшее благоволение (ВП 10.12.1916)